# Januar 1978
Portal Geschichte | Portal Biografien | Aktuelle Ereignisse | Jahreskalender | Tagesartikel

◄ |
19. Jahrhundert |
20. Jahrhundert
| 21. Jahrhundert

◄ |
1940er |
1950er |
1960er |
1970er
| 1980er | 1990er | 2000er | ►

◄ |
1974 |
1975 |
1976 |
1977 |
1978
| 1979 | 1980 | 1981 | 1982 | ►

◄ |
Oktober 1977 |
November 1977 |
Dezember 1977 |
Januar 1978 |
Februar 1978 |
März 1978 |
April 1978 |
►
Dieser Artikel behandelt aktuelle Nachrichten und Ereignisse im Januar 1978.

## Tagesgeschehen

### Sonntag, 1. Januar 1978

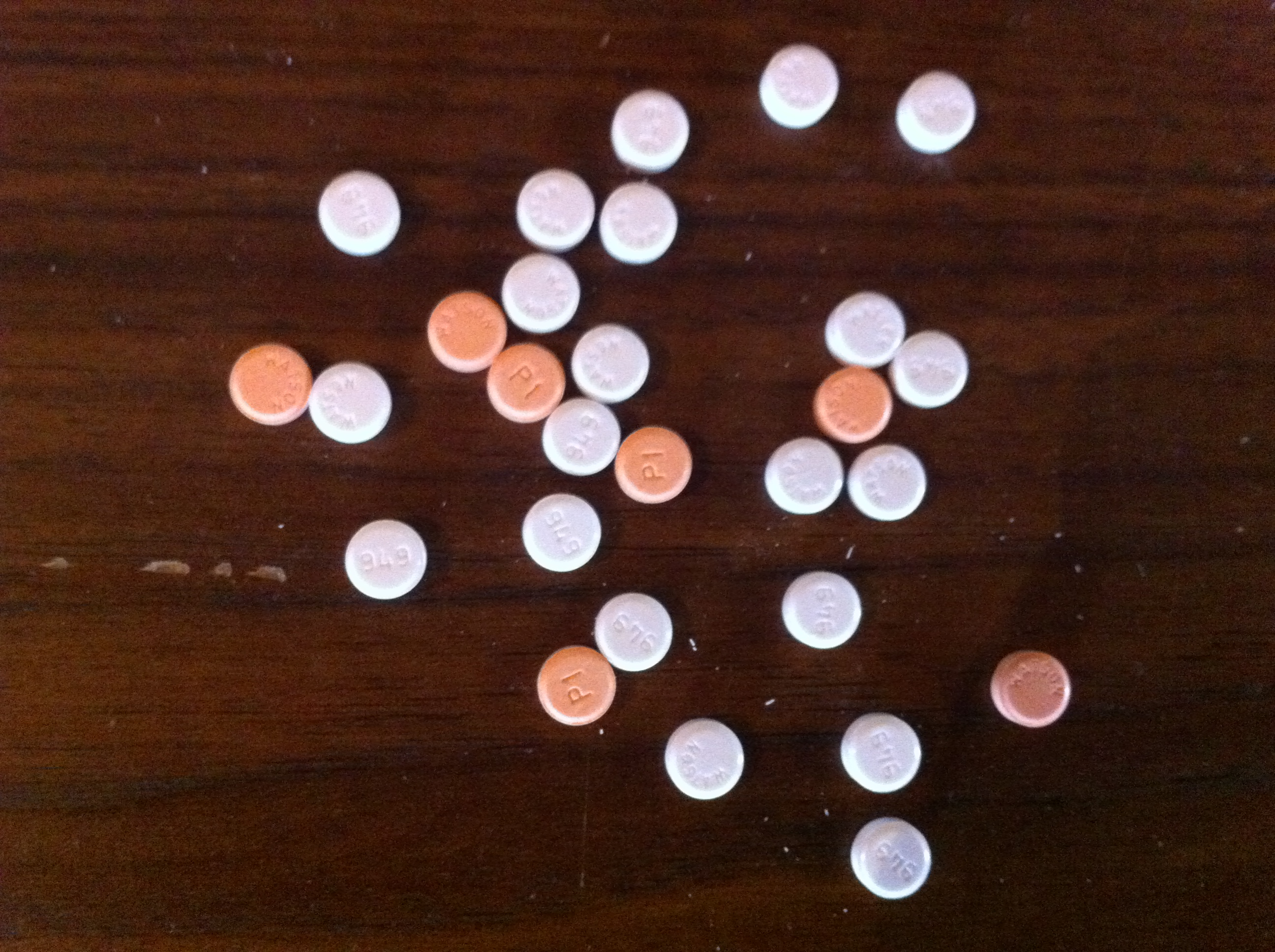
Neues Regelwerk für Arzneimittel in der BRD

- Arabisches Meer: Der Air-India-Flug 855 endet wenige Minuten nach dem Start in Bombay, Indien, mit dem Absturz der Maschine ins Arabische Meer. Alle 213 Menschen an Bord der Boeing 747 sterben.[1]
- Bern/Schweiz: Der SP-Politiker Willi Ritschard übernimmt turnusgemäß das Amt des Bundespräsidenten.[2]
- Bern/Schweiz: Das revisionierte Kindesrecht ersetzt u. a. die Formulierung „väterliche Gewalt“ durch „elterliche Gewalt“. Gegenüber ihren Kindern haben Mütter und Väter nun identische Rechte und Pflichten. Außerdem sind erstmals eheliche und nicht-eheliche Kinder gleichgestellt.[3]
- Bonn/Deutschland: Das neue Arzneimittelgesetz tritt in Kraft. Unter anderem wird den Pharmaunternehmen der Nachweis von Qualität, Wirksamkeit und Unbedenklichkeit der Arzneimittel in einem festgeschriebenen Verfahren auferlegt und sie müssen Haftpflichtversicherungen für mögliche Schadensersatzforderungen abschließen.[4]
- Kopenhagen/Dänemark: Dänemark übernimmt von Belgien den Vorsitz im Rat der Europäischen Union. Das Amt des Regierungschefs der EWG erhält Anker Jørgensen.[5]
- New York/Vereinigte Staaten: Bolivien, Gabun, Kuwait, Nigeria und die Tschechoslowakei werden neue nichtständige Mitglieder im Sicherheitsrat der Vereinten Nationen.[6]

### Montag, 2. Januar 1978
- Hamburg/Deutschland: An Stelle der Spätausgabe der Nachrichtensendung Tagesschau sendet die Rundfunkanstalt NDR in der ARD erstmals das Nachrichtenjournal Tagesthemen.[7]
- Mainz/Deutschland: Der Fernsehsender ZDF startet die Ausstrahlung der Kriminalfernsehserie SOKO 5113 sowie des Nachrichtenjournals heute-journal.[8]

### Dienstag, 3. Januar 1978
- Berlin/Deutschland: Das Ministerium für Auswärtige Angelegenheiten der DDR verweigert Karlheinz Vater, dem neuen für Ost-Berlin vorgesehenen Korrespondenten des bundesdeutschen Nachrichtenmagazins Der Spiegel, sowohl die Akkreditierung für journalistische Betätigung als auch die Einreise in die DDR, da die Redaktion der Zeitschrift nicht bereit sei, die DDR als souveränen Staat zu betrachten.[9]

### Donnerstag, 5. Januar 1978
- Ankara/Türkei: Die Große Nationalversammlung wählt Bülent Ecevit mit den Stimmen der Republikanischen Volkspartei und denen einiger Abweichler der Gerechtigkeitspartei zum neuen Ministerpräsidenten. Ecevit übte dieses Amt bereits zweimal aus, zuletzt im Juni und Juli 1977.[10]

### Freitag, 6. Januar 1978

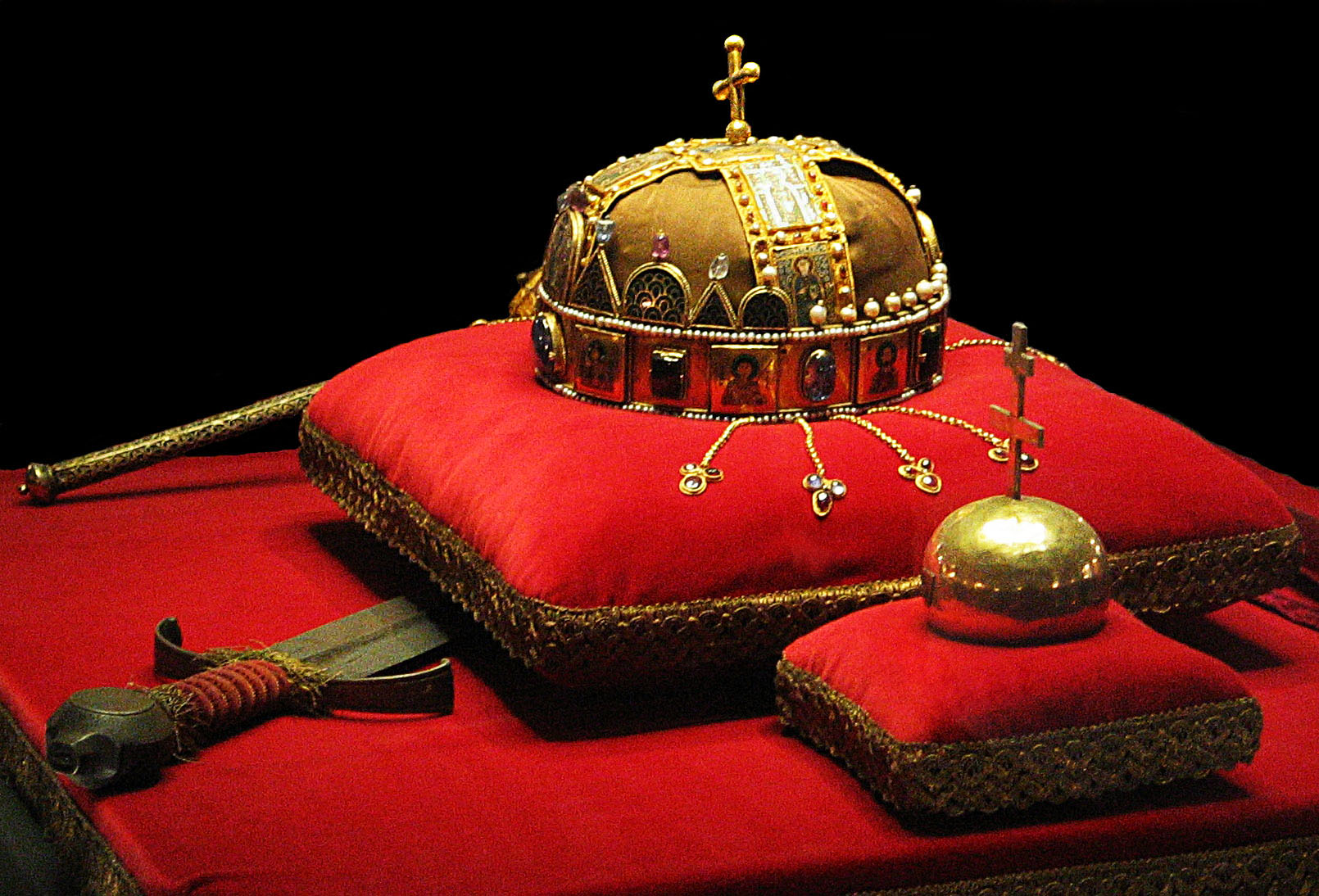
Stephanskrone

- Bischofshofen/Österreich: Kari Ylianttila aus Finnland gewinnt die 26. Vierschanzentournee. Auf den Plätzen 2 bis 6 folgen mit Matthias Buse, Martin Weber, Henry Glaß, Falko Weißpflog und Bernd Eckstein fünf Teilnehmer aus der DDR.[11]
- Budapest/Ungarn: Eine Delegation des Kongresses der Vereinigten Staaten übergibt dem Land die Stephanskrone und weitere königliche Insignien. Kurz nach dem Zweiten Weltkrieg brachte die amerikanische Spionageabwehr jene Gegenstände von Budapest in die Vereinigten Staaten.[12]

### Samstag, 7. Januar 1978
- Antarktika: In der Esperanza-Station bringt die Argentinierin Silvia Morella de Palma ihren Sohn Emilio Marcos zur Welt, den ersten Menschen, der nachweislich auf dem antarktischen Kontinent geboren wurde. Mit dieser gut geplanten Entbindung will Argentinien seine Gebietsansprüche auf einen Teil von Antarktika festigen, denn das fragliche Gebiet an der Hope Bay wird auch vom Vereinigten Königreich beansprucht.[13]
- Paris/Frankreich: Präsident Valéry Giscard d’Estaing veröffentlicht das von der Nationalversammlung und vom Senat beschlossene Gesetz zur Gründung einer nationalen Behörde für Datenschutz.[14]

### Montag, 9. Januar 1978

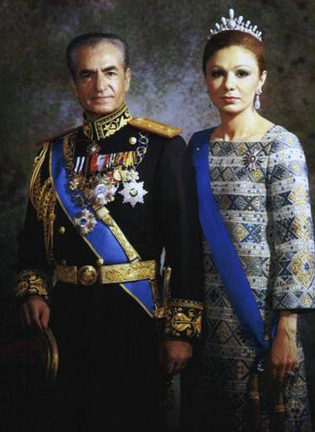
Mohammad Reza Pahlavi, Ehefrau Farah

- Ghom/Iran: Die Streitkräfte des Iran schlagen die Aufstände von Theologie-Studenten nieder, welche sich gegen die Verunglimpfung des seit annähernd 13 Jahren aus dem Land verbannten Ajatollahs Ruhollah Chomeini in der Zeitung Ettelā'āt am 7. Januar erheben. Bei der Aktion kommen nach Angaben der Regierung unter Dschamschid Amusegar, die dem Schah Mohammad Reza Pahlavi treu ist, sechs Personen und nach Angaben der Protestbewegung sechzig Personen ums Leben.[15]

### Samstag, 14. Januar 1978
- Hongkong/Hongkong: Agenten aus Nordkorea locken die südkoreanische Filmschauspielerin Choi Eun-hee im Hongkonger Südbezirk in eine Falle und entführen sie auf ein Schiff Richtung Nordkorea, wo sie auf Wunsch des Sohns des dortigen Diktators Kim Il-sung weiterhin als Schauspielerin arbeiten soll.[16]

### Sonntag, 15. Januar 1978

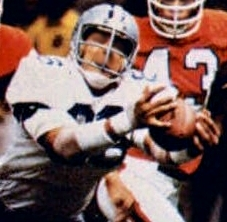
Dallas (weiß) gewinnt die 12. Auflage des Super Bowls

- New Orleans/Vereinigte Staaten: Der Super Bowl XII im American Football zwischen den Dallas Cowboys und den Denver Broncos endet 27:10.[17]

### Donnerstag, 19. Januar 1978

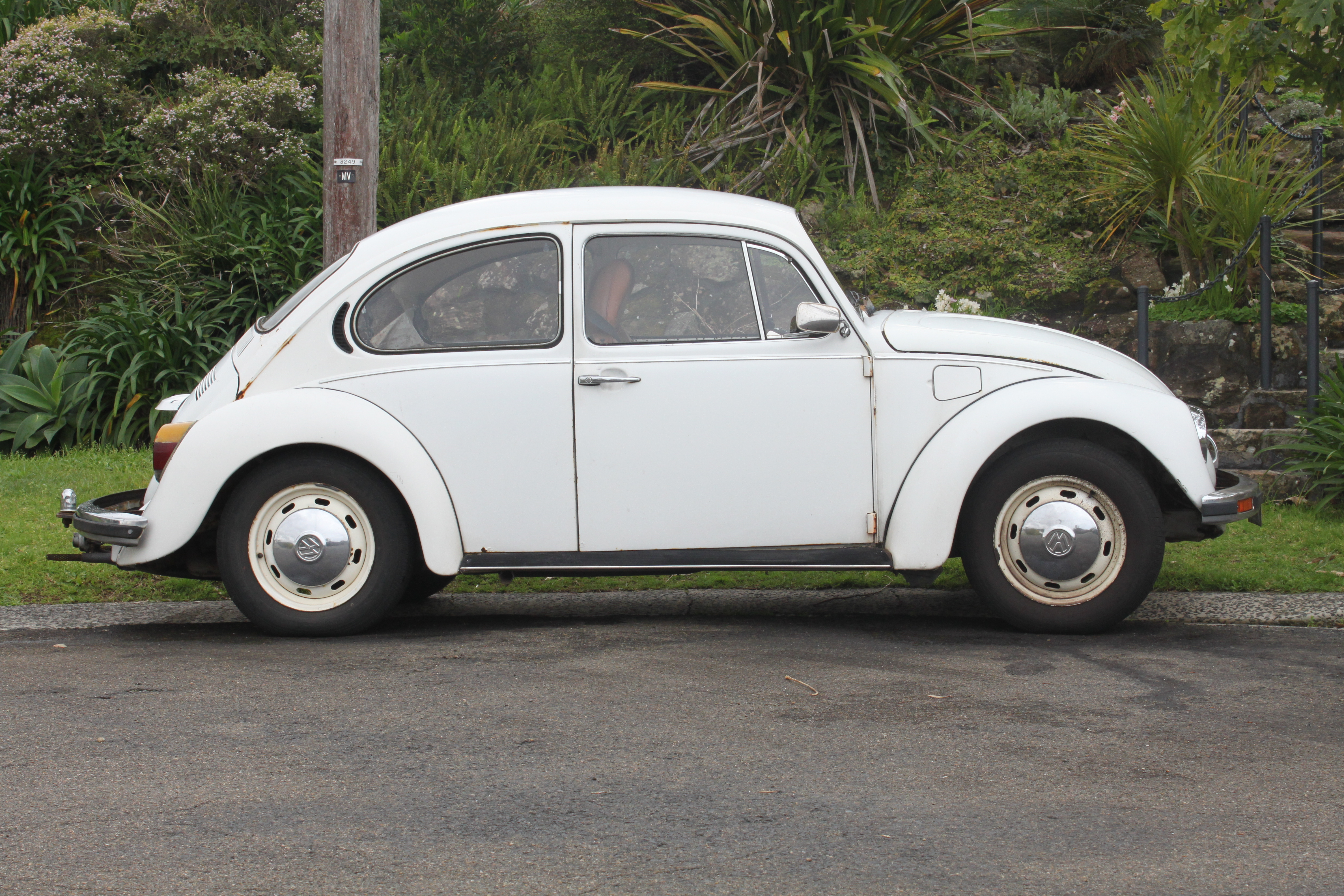
VW Käfer 1600 L

- Emden/Deutschland: Die Produktion des VW Käfers auf europäischem Boden läuft aus. Das letzte Exemplar des Pkw, dessen Entwurf aus den 1920er Jahren stammt, wird im Exportwerk des Volkswagen-Konzerns endmontiert. Außerhalb Europas geht die „Beetle“-Produktion unverändert weiter.[18]

### Samstag, 28. Januar 1978
- Beverly Hills/Vereinigte Staaten: Bei der Verleihung der 35. Golden Globe Awards wird der Amerikaner Herbert Ross als bester Regisseur eines Kinofilms ausgezeichnet. Sein Werk Am Wendepunkt erhält auch den Preis für den besten Kinofilm des vergangenen Jahres.[19]

## Weblinks

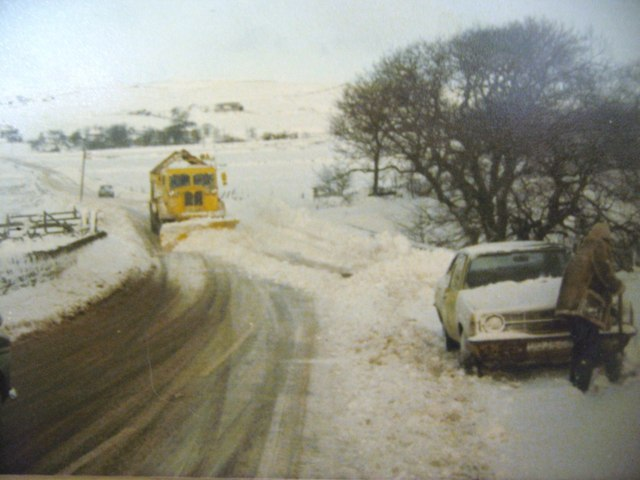
England im Januar 1978